# Beate Deininger
Beate Deininger, née le 24 janvier 1964 à Francfort-sur-le-Main (Allemagne de l'Ouest), est une ancienne joueuse de hockey sur gazon allemande. Elle est médaillée d'argent aux Jeux de 1984.

## Carrière
Beate Deininger est détentrice d'une médaille d'argent olympique en 1984, de deux titres mondiaux en 1976 et 1984, de deux médailles d'argent mondiales en 1978 et 1986 et d'une médaille de bronze européenne en 1984.

## Palmarès

### Jeux olympiques
- médaille d'argent du tournoi féminin en 1984 à Los Angeles,  États-Unis